# Liotryphon cercopithecus
Liotryphon cercopithecus là một loài tò vò trong họ Ichneumonidae.